# Maria Anna av Anhalt-Dessau
Maria Anna av Anhalt-Dessau, född 1837 i Dessau, död 1906 i Friedrichroda, var genom giftermål en preussisk prinsessa. 

## Biografi
Maria Anna var dotter till Leopold IV av Anhalt-Dessau och Fredrika av Preussen, och därmed kusindotter till Vilhelm I av Tyskland.
Hon gifte sig 1854 med den preussiske fältmarskalken prins Friedrich Karl av Preussen. Relationen till maken var mycket olycklig på grund av Friedrich Karls häftiga temperament och alkoholism. Maken ska ha örfilat henne våldsamt vid födseln av deras fjärde dotter i sin ilska över att det inte hade blivit en son, och det ska endast ha varit på grund av kejsarens vilja som paret inte separerade.
Maria Anna ansågs vara en av sin tids största skönheter. Hon ska ha haft talang för konst och musik och uppträtt som rådgivare för kvinnliga debutanter i sällskapslivet. På grund av sin dåliga hörsel ska hon ha varit mycket förlägen i stora sällskap, men i enrum, då hon klart kunde höra sin samtalspartner, beskrivs hon som både kvick och charmerande.

## Barn
- Marie av Preussen, (1855–1888), gift med Henrik av Nederländerna.
- Elisabeth av Preussen, (1857–1895), gift med Fredrik August II av Oldenburg.
- Anna av Preussen, f. och d. 1858
- Luise av Preussen, 1860–1917), hertiginna av Connaught, mor till kronprinsessan Margareta av Sverige.
- Fredrik Leopold av Preussen, (1865–1931) .